# Joseph Gruber
Joseph Gruber, soprannominato Pepi (Vienna, 4 maggio 1912 – Vienna, 30 settembre 1967), è stato un calciatore e allenatore di calcio austriaco.

## Biografia
Gruber fu calciatore, giocò in Germania, Malta, Austria e Francia ed in seguito allenatore, guidando società austriache, tedesche, belghe, olandesi e statunitensi.
Morì nella sua nativa Vienna, colto da un malore, sulla tomba della sorella, ove aveva accompagnato il padre.

## Carriera

### Club
Ottenne il suo primo contratto da professionista all'età di 17 anni.
Trasferitosi in Francia giocò tra il 1932 ed il 1934 nel Le Havre. Nella stagione 1933-1934 con il Le HAC ottenne il decimo posto del girone nord nel primo campionato cadetto francese disputato.
Dopo l'esperienza a Le Havre Gruber ritorna in Austria, ove svolge il duplice ruolo di allenatore-giocatore nell'Austria Klagenfurt.
Nel 1935 si trasferisce a Malta, per giocare nel Floriana
Nel 1936 ritorna in Francia per giocare nello Stade Reims. Nella prima stagione a Reims, disputata in massima serie, retrocede in cadetteria al penultimo posto. Nella stagione seguente ottiene il decimo posto del gruppo promozione.
Nel 1938 si trasferisce in Germania, all'Alemannia Aachen. Nel 1942 passò all'Amburgo.
Nel 1944 tornò all'Alemannia Aachen, ove militò sino al 1951, anno del suo ritiro dall'attività agonistica.

## Allenatore
Gruber ebbe la sua prima esperienza di allenatore all'Austria Klagenfurt, un sodalizio in cui militava intorno agli anni 1934-1935.
Dal febbraio al maggio 1949 fece parte di una commissione tecnica che guidò l'Alemannia Aachen, formata, oltre che da Gruber, da Reinhold Münzenberg, Walter Goffart e Willi Kölling.
Dopo il ritiro dall'attività agonistica assunse l'incarico di allenatore dell'Eupen, in Belgio.
Nel 1954 assume la guida degli olandesi del Vitesse, militante in massima serie. Nella prima stagione con in giallo-neri ottiene l'ottavo posto dell'Eerste klasse, mentre in quella seguente, a causa del quindicesimo posto in Hoofdklasse A, retrocede in cadetteria. Nella terza stagione alla guida del Vitesse, Gruber ottiene il settimo posto della Eerste divisie B.
Nella stagione 1957-1958 viene ingaggiato dal DOS Utrecht, con i quali vince il campionato olandese, sconfiggendo nello spareggio per il primo posto l'Enschede.
Nella conseguente partecipazione alla Coppa dei Campioni 1958-1959, Gruber ed i suoi verranno eliminati al primo turno dallo Sporting Lisbona, mentre in campionato otterranno il quarto posto finale.
Dal 1959 diviene l'allenatore del DWS, che guiderà per due anni. Nella prima stagione otterrà il decimo posto, mentre in quella successiva l'ottavo.
Nel 1961 diviene l'allenatore degli austriaci del HSV Vienna.
Nella stagione 1961-1962 ritorna alla guida del DOS Utrecht, con cui otterrà il decimo posto.
La stagione seguente passa alla guida dell'Ajax, ove otterrà il secondo posto finale, alle spalle dei campioni del PSV.
Dopo aver guidato brevemente il VVV-Venlo, dal 1964 al settembre 1966 ritorna sulla panchina del Vitesse.
Nel giugno 1967 rimpiazzò alla guida degli statunitensi del Pittsburgh Phantoms l'allenatore-giocatore Co Prins, divenendo l'ultimo allenatore della società di Pittsburgh, che chiuderà i battenti in quell'anno. Con i Phantoms ottenne l'ultimo posto della Eastern Division della NPSL I.

## Palmarès

### Giocatore

#### Competizioni nazionali
- Campionato maltese: 1

Floriana: 1934-1935

### Allenatore

#### Competizioni nazionali
- Campionato olandese: 1

DOS Utrecht: 1957-1958